# Binnenstad (Dordrecht)

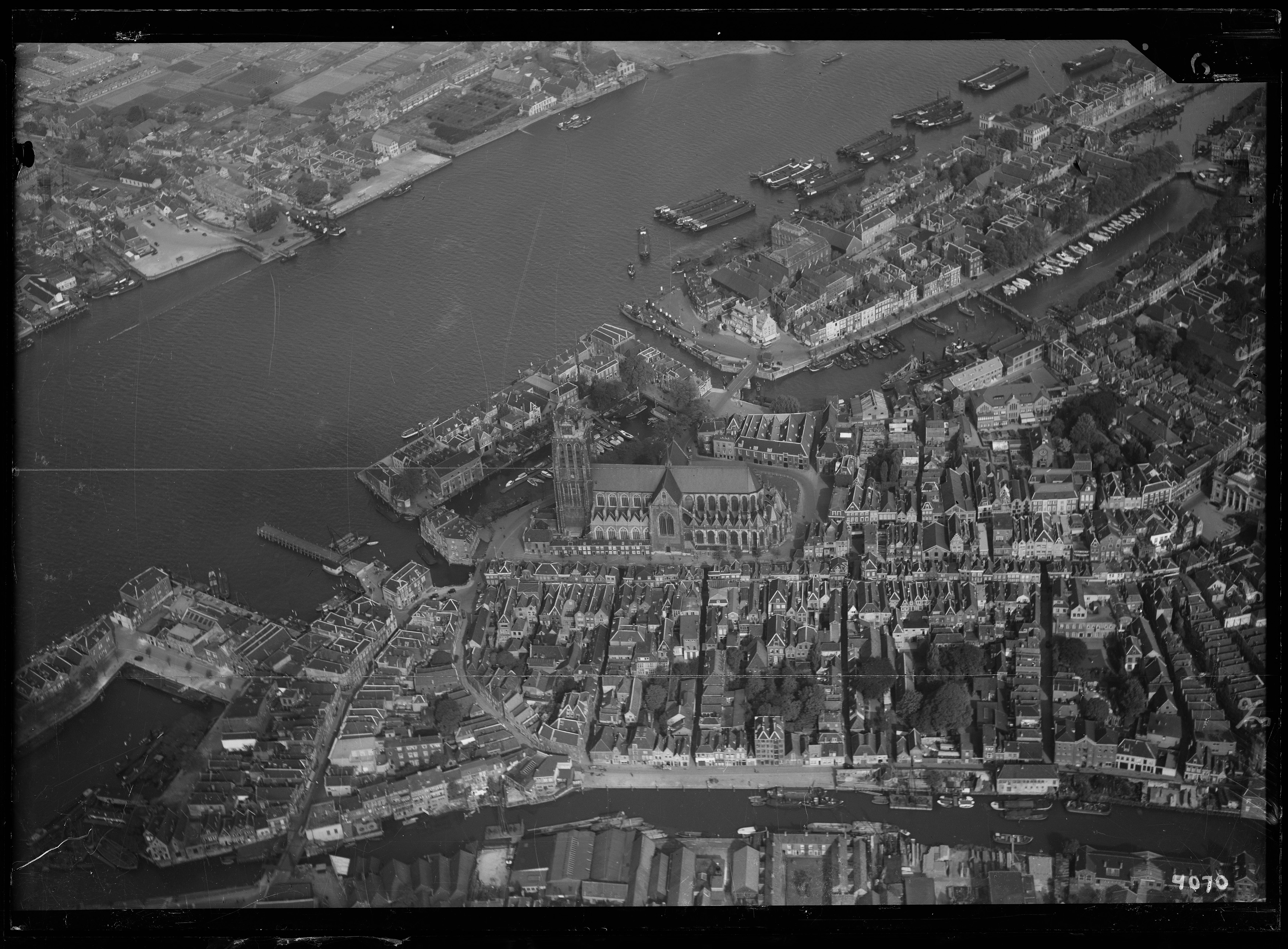
Luchtfoto van de binnenstad van Dordrecht (1920-1940), Nederlands Instituut voor Militaire Historie.

De Binnenstad van Dordrecht, in de Nederlandse provincie Zuid-Holland, is het gebied binnen de Spuihaven, ook wel centrum of 'de stad' genoemd. De Spuihaven is de middeleeuwse stadsgracht die loopt van de Prinsenstraat in het zuiden tot aan de Noordendijk in het noorden. De Spuihaven mondt bij de Prinsenstraat uit in de Kalkhaven en bij de Noordendijk in de Riedijkshaven. Beide uiteinden van de gracht zijn afgesloten met een dam. De binnenstad is het oudste gedeelte van Dordrecht.

## Beschrijving
De binnenstad wordt grofweg in tweeën gedeeld door de Voorstraatshaven, de haven waaraan Dordrecht is ontstaan. De Voorstraatshaven was oorspronkelijk een klein riviertje de Thure. De Thure (of Thuredrith) is in de ijzertijd ontstaan als doorbraak van de Merwede naar de Dubbel/Devel. Hierdoor ontstonden in het lager gelegen komgebied tussen wat nu Dordrecht en Zwijndrecht is meerdere geulen. Naarmate de Merwede meer water ging afvoeren, verdiepte een van de geulen zich en ontstond wat nu de Oude Maas is. De Thure is de enige geul die niet in deze Oude Maas terecht is gekomen. De naam Thuredrith of Thuredrecht, is door de eeuwen heen verbasterd tot Dordrecht.
In het centrum bevindt zich het belangrijkste winkel- en uitgaansgebied van Dordrecht. Het winkelgebied omvat grofweg het gebied tussen de Voorstraat - Spuistraat - Spuiboulevard - Statenplein. Op het Statenplein en in de Sisarijs- of Sarisgang wordt iedere vrij- en zaterdag de weekmarkt gehouden. Op het Scheffersplein (vernoemd naar Ary Scheffer, kunstschilder) bevinden zich verschillende uitgaansgelegenheden en in de zomermaanden wordt het plein bezet met terrassen. In de winter wordt er op dit plein een schaatsbaan aangelegd. De Voorstraat mag zich de langste winkelstraat van Nederland noemen met een lengte van 1200 meter.
De binnenstad van Dordrecht herbergt het middeleeuwse havengebied met bijna 1000 monumenten en eeuwenoude grachten.

## Bezienswaardigheden
- Grote of Onze-Lieve-Vrouwekerk
- Stadhuis van Dordrecht
- Het Hof
- Augustijnenkerk
- Munt van Holland
- Dordrechts Museum
- Arend Maartenshof
- Regenten- en Lenghenhof
- Van Slingelandthof
- Huis van Gijn
- Museum 1940-1945
- Groothoofd
- Nieuwbrug
- Groothoofdspoort
- Dordtse gevels
- Middeleeuwse havens en grachten
- Steigers

## Foto's

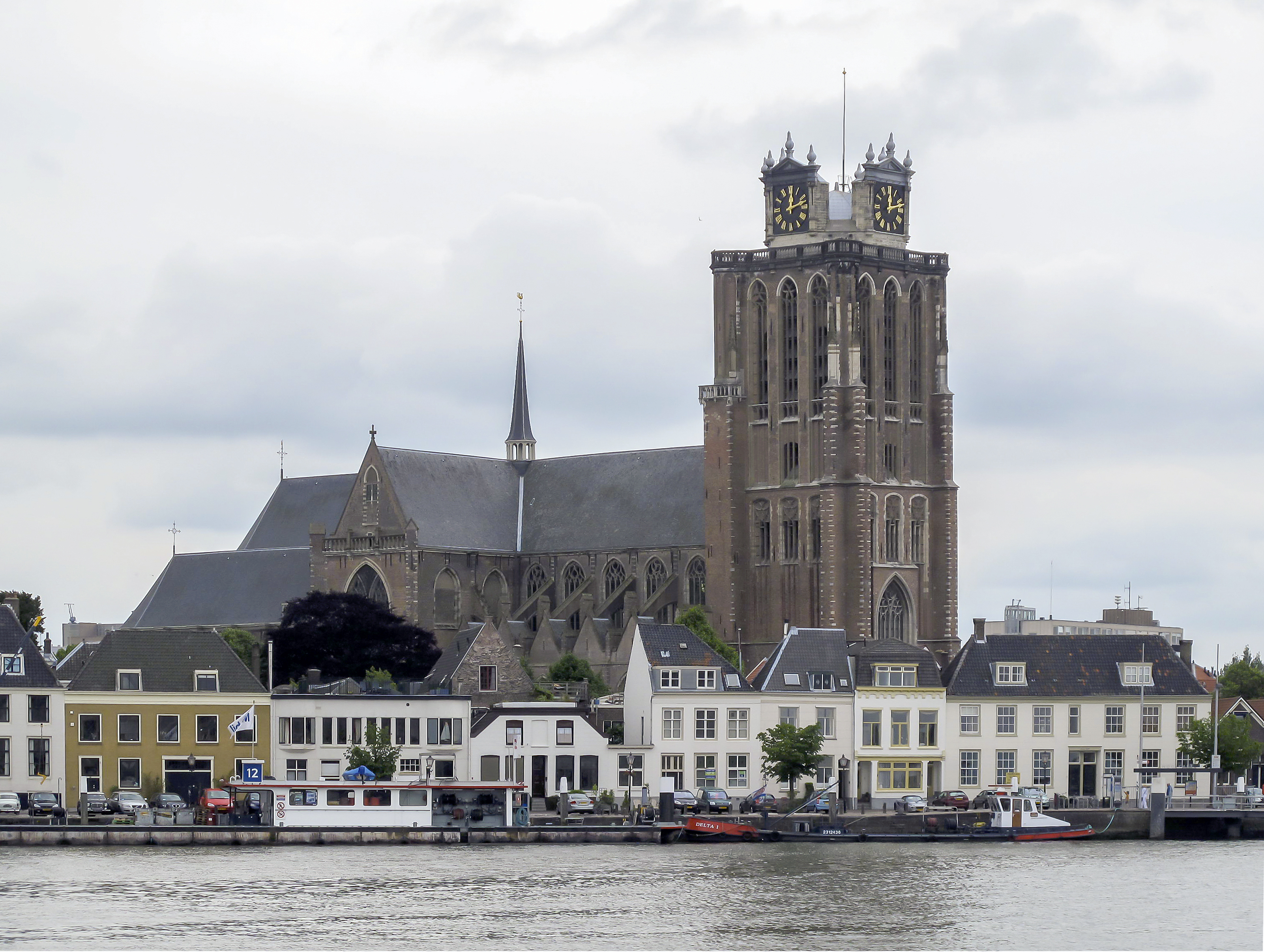
Grote Kerk vanaf Zwijndrecht
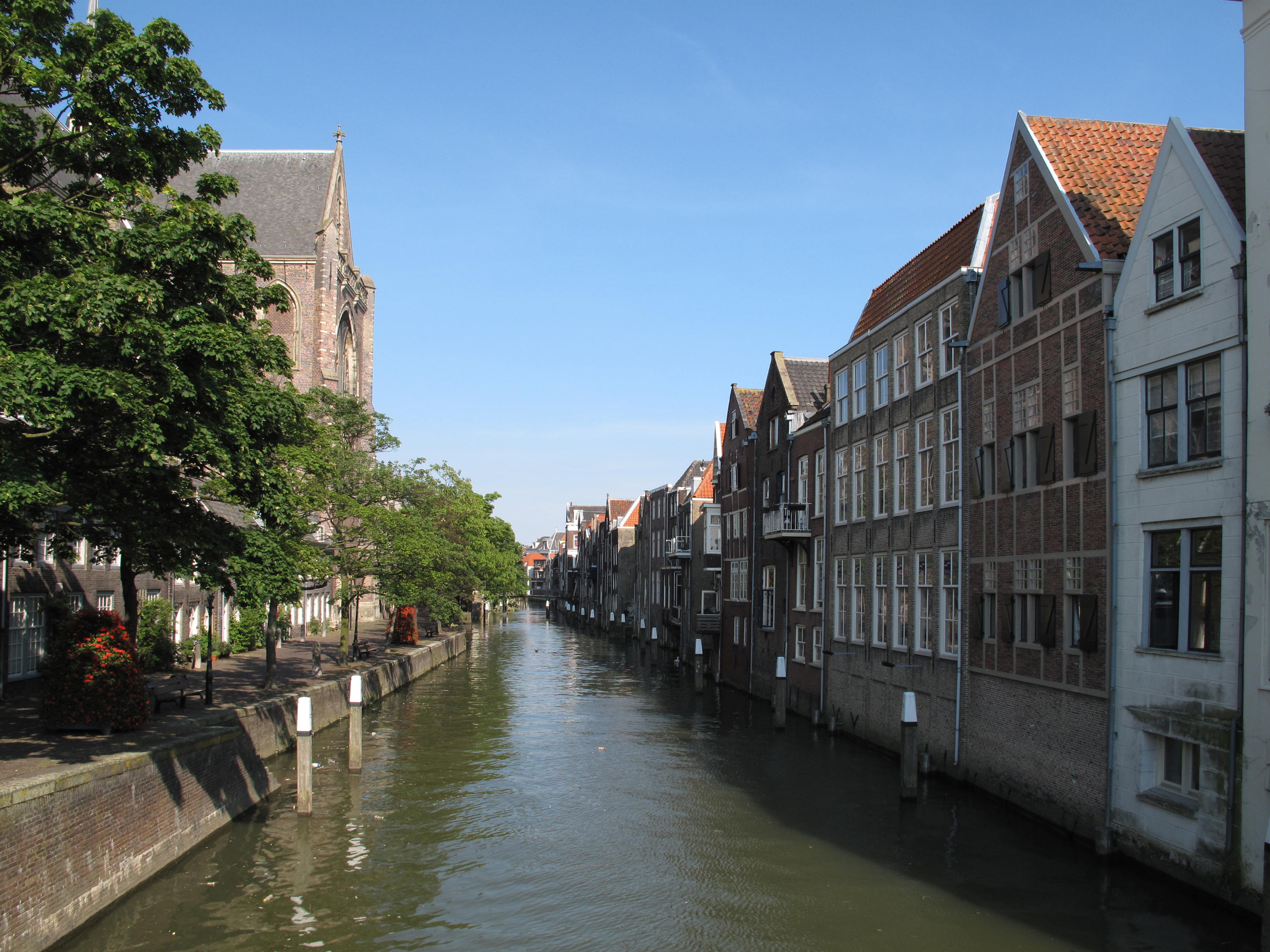
Pottenkade
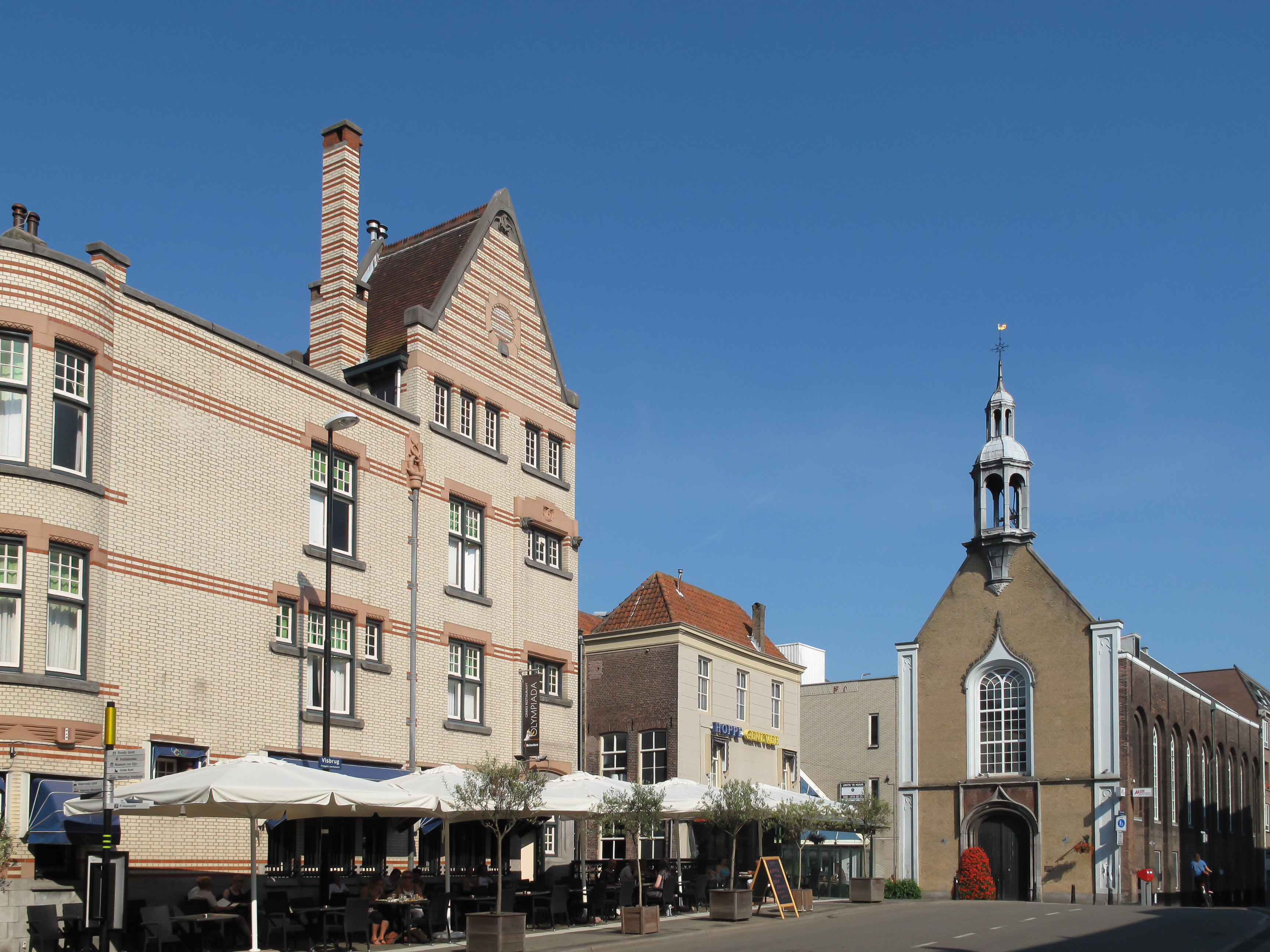
Monumentaal straatzicht

## Vervoer
Bus 10 van Qbuzz verzorgt de binnenstad. Aan de Spuiboulevard komen ook nog diverse andere lijnen.
De waterbus heeft de grootste aanlegsteiger aan de Merwekade en een kleinere aan de Hooikade.